# Maia Campbell
Maia Campbell, née le 26 novembre 1976, est une actrice et musicienne américaine.

## Biographie
Maia Campbell est la fille de la romancière Bebe Moore Campbell (1950-2006). Elle a déménagé à Los Angeles, en Californie avec sa famille à l'âge de sept ans. Elle s'est ensuite déplacée à Philadelphie, où elle a joué dans les productions du « Freedom Theatre ».
Elle a également étudié le théâtre au « Crossroads Theatre » de Los Angeles et au Spelman College d'Atlanta, en Géorgie pendant un an avant de jouer dans la sitcom In the House (TV).

## Filmographie
- 1993 : Poetic Justice — Shante
- 1993 : Thea (série TV) — Alison
- 1994 : South Central (série TV)  — Nicole
- 1995 : In the House  (série TV) — Tiffany Warren
- 1996 : Beverly Hills 90210  (série TV) — Mariah Murphy
- 1997 : Moesha (série TV) — Tammy
- 1998 : Sister, Sister (série TV) — Shayla
- 1998 : Kinfolks (1998) — Lissa
- 1999 : Trippin' (en) de David Raynr — Cinny Hawkins
- 2000 : Seventeen Again — Ashley
- 2001 : The Luau — Shyann
- 2002 : The Trial — Tracy
- 2003 : With or Without You
- 2004 : Sweet Potato Pie — Kadja
- 2005 : Envy (film)